# Domínio de topo
O domínio de topo (sigla: TLD, do inglês top-level domain), domínio de nível superior ou domínio de primeiro nível, é um dos componentes dos endereços de Internet. Cada nome de domínio na Internet consiste de alguns nomes separados por pontos, e o último desses nomes é o domínio de topo, ou TLD. Por exemplo, no nome de domínio exemplo.com, o TLD é com (ou COM, visto que nos TLDs a capitalização é ignorada).
A IANA (Autoridade para Atribuição de Números na Internet) atualmente distingue os seguintes grupos de domínios de topo:
- domínios de topo de código de país (country-code top-level domains ou ccTLD): têm sempre duas letras e derivam do código ISO 3166-1 alpha-2
- domínios de topo genéricos (generic top-level domains ou gTLD): têm sempre mais do que duas letras
  - domínios de topo patrocinados (sponsored top-level domains ou sTLD)
  - domínios de topo não patrocinados (unsponsored top-level domains)
- domínios de topo de infraestruturas (infrastructure top-level domain)
- domínios de topo internacionalizados (internationalized top-level domains ou IDN)
  - domínios de topo de código de país internacionalizado (internationalized country code top-level domains ou IDN ccTLD)
  - domínios de topo em teste (testing top-level domains)